# Melécio (doutor)
Melécio (em latim: Meletius) foi um doutor romano do século IV. Sua existência é atestada mediante uma carta de 375 de Basílio de Cesareia que lhe foi destinada. Nela foi estilizado como arquiatro (αρχίατρος).